# 河内警察署
河内警察署（かわちけいさつしょ）は、大阪府警察が管轄する警察署の一つ。

## 所在地
- 〒578-0000 大阪府東大阪市稲葉1丁目7番1号（大阪府道15号八尾茨木線沿い）  
  - 近鉄奈良線河内花園駅

## 管轄区域
- 東大阪市（概ね旧河内市域）
  - 稲葉、稲葉一丁目、稲葉二丁目、稲葉三丁目、稲葉四丁目
  - 今米一丁目、今米二丁目
  - 岩田町一丁目、岩田町二丁目、岩田町三丁目、岩田町四丁目、岩田町五丁目、岩田町六丁目
  - 瓜生堂一丁目、瓜生堂二丁目、瓜生堂三丁目
  - 加納一丁目、加納二丁目、加納三丁目、加納四丁目、加納五丁目、加納六丁目（四條畷警察署管轄区域を除く）、加納七丁目、加納八丁目
  - 川田一丁目、川田二丁目、川田三丁目、川田四丁目、川中
  - 北鴻池町、鴻池町一丁目、鴻池町二丁目、鴻池徳庵町、鴻池本町、鴻池元町、古箕輪一丁目、島之内一丁目、島之内二丁目、新鴻池町
  - 新庄一丁目、新庄二丁目、新庄三丁目、新庄四丁目、新庄西、新庄東、新庄南
  - 角田一丁目、角田二丁目、角田三丁目、鷹殿町（恩智川左岸以西の区域）
  - 玉串町西一丁目、玉串町西二丁目、玉串町西三丁目、玉串町東一丁目、玉串町東二丁目、玉串町東三丁目、玉串元町一丁目、玉串元町二丁目
  - 中鴻池町一丁目、中鴻池町二丁目、中鴻池町三丁目
  - 中新開一丁目、中新開二丁目、中野、中野一丁目、中野二丁目
  - 西岩田一丁目、西岩田二丁目、西岩田三丁目、西岩田四丁目、西鴻池町一丁目、西鴻池町二丁目、西鴻池町三丁目、西鴻池町四丁目
  - 花園西町一丁目、花園西町二丁目、花園東町一丁目、花園東町二丁目、花園東町三丁目、花園本町一丁目、花園本町二丁目
  - 東鴻池町一丁目、東鴻池町二丁目、東鴻池町三丁目、東鴻池町四丁目、東鴻池町五丁目
  - 菱江、菱江一丁目、菱江二丁目、菱江三丁目、菱屋東一丁目、菱屋東二丁目（府道八尾茨木線北側以南の区域）
  - 本庄一丁目、本庄二丁目、本庄中一丁目、本庄中二丁目、本庄西一丁目、本庄西二丁目、本庄西三丁目、本庄東
  - 松原一丁目、松原二丁目、松原南一丁目、松原南二丁目
  - 三島一丁目、三島二丁目、三島三丁目
  - 水走一丁目、水走二丁目、水走三丁目、水走四丁目、水走五丁目
  - 南鴻池町一丁目、南鴻池町二丁目、箕輪一丁目、箕輪二丁目、箕輪三丁目、横枕、横枕西、横枕東
  - 吉田一丁目、吉田二丁目、吉田三丁目、吉田四丁目、吉田五丁目、吉田六丁目、吉田七丁目、吉田八丁目、吉田九丁目、吉田下島、吉田本町一丁目、吉田本町二丁目、吉田本町三丁目
  - 吉原一丁目、吉原二丁目
  - 若江北町一丁目、若江北町二丁目、若江北町三丁目、若江西新町一丁目、若江西新町二丁目、若江西新町三丁目、若江西新町四丁目、若江西新町五丁目、若江東町一丁目、若江東町二丁目、若江東町三丁目、若江東町四丁目、若江東町五丁目、若江東町六丁目、若江本町一丁目、若江本町二丁目、若江本町三丁目、若江本町四丁目、若江南町一丁目、若江南町二丁目、若江南町三丁目、若江南町四丁目、若江南町五丁目

## 交番
- 岩田交番 （東大阪市岩田町四丁目3番15号）
- 鴻池駅前交番 （東大阪市西鴻池町一丁目1番10号）
- 鴻池交番 （東大阪市中鴻池町三丁目10番1号）
- 盾津交番 （東大阪市本庄中一丁目4番113号）
- 玉串交番 （東大阪市花園本町二丁目7番38号）
- 花園駅前交番 （東大阪市吉田一丁目13番2号）
- 菱江交番 （東大阪市稲葉一丁目4番10号）
- 松原交番 （東大阪市吉田本町三丁目6番15号）
- 吉田交番 （東大阪市松原南一丁目1番59号）
- 吉原交番 （東大阪市川田二丁目3番43号）
- 若江交番 （東大阪市若江本町四丁目5番17号）